# Pomatostomus
Pomatostomus là một chi chim trong họ Pomatostomidae.